# Miconia pernettifolia
Miconia pernettifolia är en tvåhjärtbladig växtart som beskrevs av José Jéronimo Triana. Miconia pernettifolia ingår i släktet Miconia och familjen Melastomataceae. IUCN kategoriserar arten globalt som sårbar. Inga underarter finns listade i Catalogue of Life.